# Kula bá ünnepi klasszikusai
A Kula bá ünnepi klasszikusai (Mr. Hankey’s Christmas Classics) a South Park című animációs sorozat 46. része (a 3. évad 15. epizódja). Elsőként 1999. december 1-jén sugározták az Egyesült Államokban. Az epizód dalai már korábban CD-n is megjelentek.
Ennek a karácsonyi epizódnak a házigazdája Kula bácsi, aki egy kandalló mellett ülve mutat be szokatlan ünnepi dalokat. Az epizódot a készítők Mary Kay Bergman színésznőnek ajánlották, aki a South Park legtöbb női karakterének hangját kölcsönözte, és egy hónappal korábban öngyilkos lett.
A képernyőn folyamatosan megjelenő rövid bejátszás („11-kor jön a krampusz”) utalás a The Star Wars Holiday Special című 1978-as tévéfilmre. 2008 szeptemberében orosz ügyészek indítványozták a sorozat betiltását, miután az epizód panaszt váltott ki egyes nézőkből. A moszkvai bíróság azonban több hónapnyi vizsgálódás után az epizódot sugárzó 2x2 televíziós csatorna mellett foglalt állást.

## Elhangzott dalok
Az epizód során a következő dalok hangzanak el:
1. Mr. Hankey The Christmas Poo – előadja egy postás és South Park lakosai (egyikük sem állandó szereplő).
2. Dreidel Dreidel Dreidel – előadja Kyle Broflovski, Eric Cartman, Stan Marsh, Gerald és Sheila Broflovski, valamint Ike Broflovski.
3. O Tannenbaum – előadja Adolf Hitler.
4. Christmas Time In Hell – előadja Sátán és az elátkozottak.
5. Carol of the Bells – előadja Mr. Mackey.
6. O Holy Night (elrontott változat) – előadja Eric Cartman.
7. Merry Fucking Christmas – előadja Mr. Garrison.
8. I Saw Three Ships – előadja Shelley Marsh.
9. Egyveleg Jézus és Mikulás előadásában (Joy to the World, Up On the House Top, Away in a Manger, O Come All Ye Faithful, Hark! The Herald Angels Sing, Silent Night, Rio, Let it Snow)
10. Have Yourself a Merry Little Christmas – Kula bácsi és a többi szereplő előadásában.
11. A stáblista alatt a Dreidel Dreidel Dreidel című dal ismétlése hallható.

## Zenei album
Az epizód alapját képező zenei album 1999. november 23-án jelent meg a Sony Music Entertainment gondozásában. Az album több zeneszámot tartalmaz, mint maga az epizód (a *-gal jelölt dalok nem hallhatók az epizódban). A Mr. Hankey’s Christmas Classics az AllMusic weboldal értékelése szerint ötből három csillagot kapott.
| Zeneszámok listája | Zeneszámok listája                     | Zeneszámok listája | Zeneszámok listája | Zeneszámok listája | Zeneszámok listája | Zeneszámok listája | Zeneszámok listája | Zeneszámok listája | Zeneszámok listája |
| #                  | Cím                                    | Hossz              |                    |                    |                    |                    |                    |                    |                    |
| ------------------ | -------------------------------------- | ------------------ | ------------------ | ------------------ | ------------------ | ------------------ | ------------------ | ------------------ | ------------------ |
| 1.                 | Mr. Hankey The Christmas Poo           | 2:16               |                    |                    |                    |                    |                    |                    |                    |
| 2.                 | Merry Fucking Christmas                | 2:04               |                    |                    |                    |                    |                    |                    |                    |
| 3.                 | O Holy Night                           | 1:57               |                    |                    |                    |                    |                    |                    |                    |
| 4.                 | Dead, Dead, Dead*                      | 2:13               |                    |                    |                    |                    |                    |                    |                    |
| 5.                 | Carol of the Bells                     | 0:57               |                    |                    |                    |                    |                    |                    |                    |
| 6.                 | The Lonely Jew On Christmas*           | 2:46               |                    |                    |                    |                    |                    |                    |                    |
| 7.                 | I Saw Three Ships                      | 1:02               |                    |                    |                    |                    |                    |                    |                    |
| 8.                 | It Happened In Sun Valley*             | 2:21               |                    |                    |                    |                    |                    |                    |                    |
| 9.                 | O Tannenbaum                           | 1:10               |                    |                    |                    |                    |                    |                    |                    |
| 10.                | Christmas Time In Hell                 | 2:15               |                    |                    |                    |                    |                    |                    |                    |
| 11.                | What The Hell Child Is This?*          | 4:28               |                    |                    |                    |                    |                    |                    |                    |
| 12.                | Santa Claus Is On His Way*             | 0:28               |                    |                    |                    |                    |                    |                    |                    |
| 13.                | Swiss Colony Beef Log*                 | 2:16               |                    |                    |                    |                    |                    |                    |                    |
| 14.                | Hark! The Herald Angels Sing*          | 0:40               |                    |                    |                    |                    |                    |                    |                    |
| 15.                | Dreidel, Dreidel, Dreidel              | 3:20               |                    |                    |                    |                    |                    |                    |                    |
| 16.                | The Most Offensive Song Ever*          | 3:00               |                    |                    |                    |                    |                    |                    |                    |
| 17.                | We Three Kings*                        | 0:51               |                    |                    |                    |                    |                    |                    |                    |
| 18.                | Have Yourself a Merry Little Christmas | 2:30               |                    |                    |                    |                    |                    |                    |                    |
| 36:34              |                                        |                    |                    |                    |                    |                    |                    |                    |                    |

## Kenny halála
Dalolás közben Kenny-re ráesik a földíszitett csillár.

## Érdekességek
- Az epizódban a Sátán és a Mikulás magyar hangja is Kerekes József.